# آلا پریما

یک نمونه از نقاشی رنگ روغن به روش آلاپریما، دیه‌گو ولاسکس، ندیمه‌ها، بین ۱۶۵۶ و ۱۶۵۷ م. موزه دل پرادو

آلاپریما (به ایتالیایی: Alla prima) ، خیس در خیس یا مرطوب روی مرطوب یک سبک در نقاشی است و معمولاً در رنگ روغن به کار می‌رود. در روش سنتی رنگ روغن برای حصول یک پرده تمام شده رنگ‌ها به صورت لایه لایه بروی بوم قرار می‌گیرد که هر لایه در تصویر نهایی به شدت مؤثر است. اما در روش آلاپریما زیر رنگ‌گذاری یکسره منتفی است یا صرفاً رنگبندی نهایی را از ابتدای کار مشخص می‌کند.
این روش نیاز به سرعت عمل بالا دارد چرا که کار باید قبل از اینکه لایه اول خشک شود به اتمام برسد. آلاپریما با نقاشی سرراست یا با استفاده از کاردک، انگشتان دست و اسلوب‌های نظیر آن نیز قرابت دارد. ادوارد مانه در نقاشی ناهار در چمنزار
از این سبک استفاده کرده...

## تاریخچه
روش آلاپریما از سده هفدهم در اروپا به کار گرفته شد. اما تا میانه سده نوزدهم به عنوان یک روش رایج و پرطرفدار در نقاشی رنگ روغنی مورد قبول واقع نشد. این روش با تولید رنگ‌ماده‌های لوله‌ای ارتباط دارد چرا که برخلاف رنگهای دست ساز خمیری و حجم‌دار بودن این نوع رنگ‌ماده‌ها باعث می‌شد که رد قلمو بر روی بوم باقی بماند.